# Night Mare
Night Mare, noto alternativamente come Clean Octopus, è un videogioco d'azione per arcade sviluppato da EFOSA (Electrónica Funcional Operativa S.A.) e pubblicato da Playmatic nel 1982.

## Modalità di gioco
Il gameplay di Night Mare è ispirato a Pac-Man della Namco. Il giocatore veste i panni di un polipo, Chuby, il quale dall'atrio principale accede liberamente ad uno degli otto livelli di cui il titolo si compone. Ciascun livello è strutturato in un diverso labirinto a schermata fissa con visuale sopraelevata, dove si possono trovare sparsi dieci unici oggetti. Lo scopo di Chuby è quello di raccoglierli tutti per poi uscire da uno dei due tunnel laterali.
Per il labirinto vagano anche dei nemici tra granchi, scorpioni, tartarughe e varie specie di insetti che inseguono costantemente Chuby e, nel caso riescono a catturarlo, gli faranno perdere una vita. Inoltre, essi possono prendere un oggetto e portarlo in un punto a caso del labirinto. Il polipo è in grado di attaccarli e metterli fuori gioco per qualche istante sputando inchiostro. Se Chuby ci mette troppo tempo a raccattare gli oggetti, i nemici in questione diventano dei piranha, i quali sono invulnerabili al suo inchiostro, che in questo caso viene usato per allontanarli. Il giocatore, premendo il pulsante d'azione può far compiere al polipo dei brevi scatti e attraversare i nemici, le trappole e le barriere rosse indicate nel labirinto.
Terminati gli otto livelli il loro ciclo ricomincia, con difficoltà aumentata. Infine, la partita finisce una volta che si esauriscono le vite a propria disposizione.